# الفبای کاوی
الفبای کاوی (انگلیسی: Kawi script) یک سامانه نوشتاری است که در جاوه و ناحیه دریایی جنوب شرق آسیا مورد استفاده قرار می گیرد.